# Тюменевы
Тюменевы, Тюмень — род калмыцких нойонов (князей) и род татарских мурз.

## Калмыцкие нойоны Тюмень

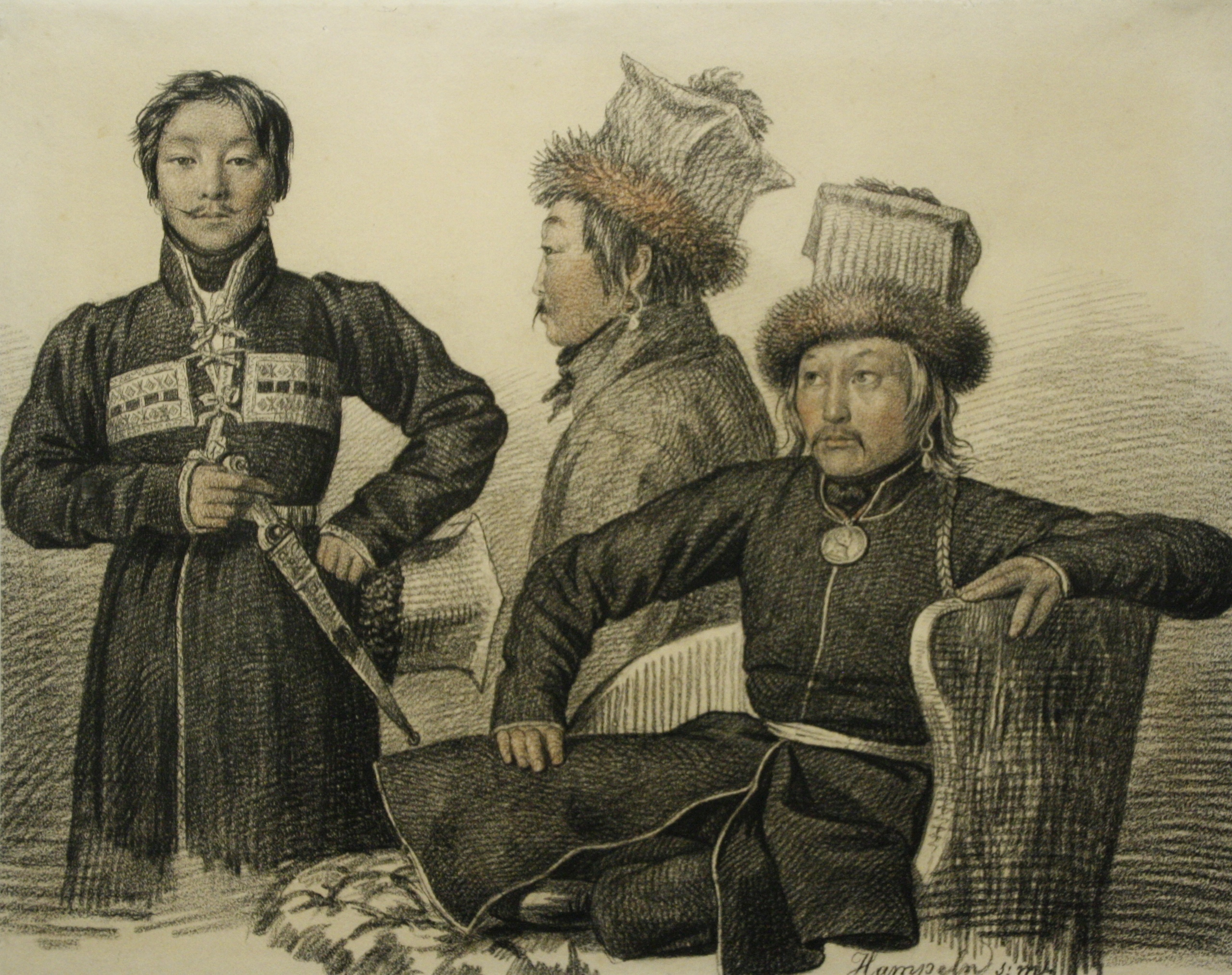
Портрет калмыцких князей Тюменевых (справа налево братья Серебджаб, Батур-Убаши и Церен-Норбу) работы Карла Гампельна, первая половина 1820-х гг.

Родоначальником считается Тюмень-Джиргалан (Тюмен-Джиргал), сын ойратского нойона Дежита. Вероятно, имя Тюмень-Джиргалан получил в память того, что родился в русском сибирском городе Тюмень, когда калмыки переходили из Киргизской степи (Тургайской степи) на Тобол, около 1630 года. Тюмень-Джиргалан являлся владельцем Хошеутовского улуса и получил звание премьер-майора.
Известны его сыновья: Серебджаб Тюмень — командир Второго калмыцкого астраханского полка (1811—1814 годы), владелец Хошеутовского улуса, подполковник, основатель Хошеутовского хурула; Батур-Убаши Тюмень — писатель-историк, переводчик, архитектор Хошеутовского хурула, гвардейский офицер.

### Известные представители
- Тюмень-Джиргалан (родоначальник) — тайши Хошеутовского улуса, премьер-майор.
- Серебджаб Тюмень (1774—1858) — князь (нойон) Хошеутовского улуса, командир Второго Астраханского калмыцкого полка, участник Отечественной войны 1812 года, полковник (1816), кавалер российских и иностранных орденов.
- Батур-Убаши Тюмень — нойон, архитектор Хошеутовского хурула, автор сочинения «Сказание о дербен-ойратах».
- Сереп-Джап Тюмень (1881—1937) — князь, член II Государственной думы от Астраханской и Ставропольской губерний, землевладелец.

## Татарские мурзы Тюменевы
Первый известный представитель — мурза Ерней Тюменев, сыновья и внуки которого упоминаются среди цненских (шацких) татар в нач. XVII века. Часть его потомства  крестилась и вошла в состав российского дворянства.

### Известные представители
- Алмакай мурза Емикеев сын Тюменев (внук Ернея)[3].
- Тюменев Максим Ивакаев (ум. 1690) — князь, стольник.
- Тюменев Михаил Константинович (уп. в 1700—1714) — стряпчий полковой службы[4].
- Тюменевы Иев Еремеевич, Емельян Еремеевич (правнуки Алмакая) — городовые дворяне, участники Генерального смотра дворян 1721—1723 годов[5][6].